# رون ۵۶۸۹
سیارک ۵۶۸۹ (به انگلیسی: 5689 Rhon، نامگذاری:1991RZ2) پنج هزار و ششصد و هشتاد و نهمین سیارک کشف شده‌است که در ۹ سپتامبر ۱۹۹۱ کشف شد.
قدر مطلق سیارک برابر ۱۳٫۷۰ است.